# 6 Armia Pancerna SS
6 Armia Pancerna SS (zwana też 6 Armią Pancerną, po niemiecku: 6. SS-Panzerarmee) – jedna z niemieckich armii pancernych, uczestniczyła w walkach z wojskami aliantów zachodnich i Armii Czerwonej.

## Formowanie i walki
Utworzona przez Waffen-SS we wrześniu 1944 roku w VI Okręgu Wojskowym z Dowództwa Wehrmachtu Belgia – Północna Francja, resztek XII Korpusu Armijnego i oddziałów Waffen-SS. Do 2 kwietnia 1945 roku jako 6 Armia Pancerna podlegała Wehrmachtowi (zatem w ofensywie w Ardenach wzięła udział jako 6 Armia Pancerna (nie SS), jak błędnie podaje wiele źródeł).
Armia brała udział w ofensywie w Ardenach na przełomie 1944 i 1945 roku, od marca 1945 na froncie wschodnim walczyła przeciw Armii Czerwonej, m.in. w kontrofensywie niemieckiej pod Budapesztem i walkach o Wiedeń (głównie II Korpus Pancerny SS).

## Dowódca armii
- gen. płk SS Joseph Dietrich (przez cały okres istnienia)[1]

## Struktura organizacyjna
Jednostki armijne: 6 pułk łączności i kompania żandarmerii
Skład w grudniu 1944
- II Korpus Pancerny SS
- LXVI Korpus Armijny
- I Korpus Pancerny SS

Skład w marcu 1945
- II Korpus Pancerny SS
- I Korpus Kawalerii (III Rzesza)
- II Korpus Armijny
- XXXXIII Korpus Armijny
- I Korpus Pancerny SS